# Леблер, Брайан
Бра́йан Леблер (нем. Brian Lebler; род. 16 июля 1988, Клагенфурт, Австрия) — австрийский профессиональный хоккеист, нападающий клуба «Блэк Уингз Линц». Игрок сборной Австрии.

## Карьера
Брайан Леблер карьеру хоккеиста начал, выступая за команду Мичиганского университета в студенческих соревнованиях. Первый профессиональный сезон 2010/11 Леблер провёл в АХЛ, выступая за клуб «Сиракьюз Кранч». В сезоне 2011/12 Леблер присоединился к австрийской команде «Блэк Уингз Линц». 27 мая 2015 года подписал однолетний контракт с немецкой командой «Ингольштадт», по истечении срока которого вернулся в «Блэк Уингз». За сборную Австрии Леблер выступал на Зимних Олимпийских играх 2014 года.